# Lady Hamilton
Lady Hamilton er en tysk stumfilm fra 1921 af Richard Oswald.

## Medvirkende
- Liane Haid som Lady Hamilton
- Conrad Veidt som Lord Nelson
- Werner Krauss som William Hamilton
- Reinhold Schünzel som Ferdinand I
- Else Heims som Maria Carolina
- Anton Pointner som Charles Francis Greville
- Julia Serda som Adele Nelson